# Metropolia Santa Fe (Argentyna)
Metropolia Santa Fe – metropolia rzymskokatolicka w Argentynie utworzona 20 kwietnia 1934 roku.

## Diecezje wchodzące w skład metropolii
- Archidiecezja Santa Fe de la Vera Cruz
  - Diecezja Rafaela
  - Diecezja Reconquista

## Biskupi
- Metropolita: abp Sergio Fenoy (od 2018) (Santa Fe)
- Sufragan: bp Pedro Javier Torres (od 2022) (Rafaela)
- Sufragan: bp Ángel José Macín (od 2013) (Reconquista)

## Główne świątynie
- Archikatedra Wszystkich Świętych w Santa Fe
- Bazylika Narodzenia NMP w Esperanza
- Bazylika Matki Boskiej z Guadelupe w Santa Fel
- Bazylika Matki Boskiej z Góry Karmel w Santa Fe
- Katedra św. Rafała w Rafaela
- Katedra Niepokalanego Poczęcia NMP w Reconquista